# Барбэ, Виктория Ивановна
Виктория Ивановна Барбэ (19 сентября 1926, Тамбов — 3 мая 2020) — член Союза кинематографистов Молдавской ССР (1980), заслуженный деятель искусств Молдавской ССР (1984), создатель (1967) и руководитель детской мультфильм-студии «Флоричика» (1977—1997), детского творческого подразделения киностудии «Молдова-филм» (1997—2020). Президент центра детской анимации.

## Биография
Училась в Высшем Ленинградском Художественно-промышленном училище им. В. Мухиной (б. Штиглица).
- 1953 — открыла Студию юных художников в Кишинёвском Дворце пионеров.
- 1953—1958 — учёба и окончание с отличием филологического факультета Кишинёвский государственный педагогический институт им. Иона Крянгэ.
- 1953—1963 — руководитель студии изобразительного искусства Кишинёвского Дворца пионеров.
- 1959 — вышла замуж за руководителя студии художественной фотографии Кишинёвского Дворца пионеров Иосифа Иосифовича Барбэ.
- 1963 — переезд по приглашению в Краснодар.
- 1963—1967 — заведующая художественным отделом Краснодарского Дворца пионеров.
- 1967 — возвращение в Кишинёв.
- 1967 — по предложению Союзмультфильма на базе студии ИЗО создание детской мультфильм-студии «Флоричика».
- 1967—1977 — художественный руководитель Детской студии мультфильмов «Флоричика» Кишинёвского Дворца пионеров.
- 1977—1997 — режиссёр творческого подразделения «Флоричика» киностудии «Молдова-филм».
- 1997—2020 — президент Центра детского анимационного творчества «Флоричика».

Умерла 3 мая 2020 года.

## Флоричика
В 1967 году в Кишинёве Викторией и Иосифом Барбэ была создана первая в мире детская студия мультипликационного фильма «Флоричика».
1977 по 1997 — творческое подразделение киностудии «Молдова-филм», с 1997 — Центр детского анимационного творчества.
На студии «Флоричика» на 16-мм плёнке было снято около 50 мультфильмов, которые стали призёрами МКФ любительских фильмов «Киномарина» (Одесса), «Каунасская весна» (Литва), «Лиепайская осень» (Латвия), «MONS-80» (Бельгия), «FAZY» (Венгрия), «Х муза» (Кишинёв), «UNICA» (Нидерланды), международный детский фестиваль мультфильмов «Золотая Рыбка» (Москва).
Во всех фильмах «Флоричики» Виктория Барбэ выступала как художественный руководитель, режиссёр и сценарист (иногда совместно с мужем, Иосифом Барбэ). Работала преимущественно в технике плоской марионетки, коллажной и рисованной анимации.

## Награды
- Почётная грамота ВС МССР за деятельность в студии ИЗО
- Заслуженный деятель искусств Молдавской ССР (1984)
- приз «За выдающиеся успехи в эстетическом и нравственном воспитании детей средствами кино» (2001, МКФ в Токио)
- Множество наград на детских кинофестивалях в стране и за рубежом

## Фильмография

### Режиссёр
- 1970 — Добрый трамвайчик
- 1970 — Обед
- 1971 — Девочка и дельфин
- 1972 — Легенда
- 1973 — Ярна мя
- 1974 — Почтальон
- 1975 — Зимняя сказка
- 1976 — В порту
- 1976 — Подари тепло
- 1976 — Маленький трубач
- 1976 — Любимый паровозик
- 1976 — Верность
- 1977 — Жизнь — это море
- 1978 — Болгарская сказка
- 1978 — Расплата
- 1978 — Салют, фестиваль! (Куба)
- 1978 — Цирк приехал!
- 1978 — Немного о генерале
- 1978 — Если верить в сказку
- 1979 — Аистёнок в клеточку
- 1980 — Алло! Лапландия!
- 1980 — Бабочки шатильона
- 1981 — Дети, солнышко и снег
- 1981 — Ждём вас весной
- 1981 — Новогоднее путешествие (заказ кремлёвской ёлки)
- 1981 — Здравствуй, хлеб!
- 1982 — Остановите поезд!
- 1982 — Вокруг Земли, вокруг Луны (по поэзии Жака Превера)
- 1983 — И ту любовь тебе дарю (по поэзии гр. Виеру)
- 1983 — Прикосновение
- 1984 — Флоричата
- 1984 — Воспоминание
- 1985 — Если б генералы всей земли…
- 1985 — И плясали в эту ночь звёзды
- 1986 — Сотвори, мальчишка, чудо!
- 1987 — Подари тепло (ремейк)
- 1987 — Возвращение
- 1987 — Дети любят рисовать, дети будут рисовать…
- 1987 — Листопад, листопад
- 1988 — Звёздный мост
- 1988 — Жила-была зима
- 1988 — Откуда приходят дожди
- 1989 — Очарованный странник
- 1989 — Космическая фантазия
- 1989 — Дежурные по апрелю
- 1990 — Алло! Я вас слушаю!
- 1990 — В бирюзовом море остров
- 1990 — Путешествие в лето
- 1991 — И подарило утро сказку
- 1991 — Зайчик из января
- 1992 — И не только кино
- 1993 — Наши мимы
- 1993 — Песня без слов
- 1993 — Думай о хорошем
- 1997 — 30 свечей счастья (юбилейный полный метр к 30-летию «Флоричики»)
- 2002 — Красота спасёт мир
- 2006 — Где-то в центре Европы